# 橘あんり
橘 あんり（たちばな あんり、Anri Tachibana、1987年7月10日 - ）は、日本の女優、声優。京都府京都市出身。身長156cm。血液型A型。

## 略歴
京都府立鴨沂高等学校を卒業後、2008年劇団青年座入団。 
青年座主催の舞台をはじめ、他劇団の舞台や、ミュージカル・テレビドラマ・映画などにも出演。吹き替えやアニメで声優としても活動している。 
2010年、スピードラーニング主催のブロードウェイドリームで優勝し、NYへ3ヶ月留学。 
2019年6月よりコミュニティラジオ局の東京府中FM（ラジオフチューズ）理事を務め、自身も出演番組を持ち、声優が出演する番組を多く制作・放送している。

## 出演
太字はメインキャラクター。

### 舞台
- 素劇 あゝ東京行進曲（佐藤千夜子（幼少期）|四谷文子|他）
- HAJIME（朝比奈）
- 断髪にセレナーデ（中条百合子）
- 見よ、飛行機の高く飛べるを（梅津仰子）
- ブンナよ、木からおりてこい（子蛙A）
- UNIQUE NESS（ハンナ・グレイ）
- 夜明けに消えた（バアのホステス）
- 飢餓同盟
- 岸田國士を読む
- THE TUNNEL
- THAT FACE〜その顔〜（アリス）
- 空っぽの騎士
- 手錠の光
- 晦
- 火蝶於七
- 昼間流星群
- 家を出た
- ジョバンニの父への旅

### 映画
- こどもつかい
- 数多の波に埋もれる声

### テレビドラマ
- 警視庁・捜査一課長　第４作（2015年、テレビ朝日）
- 同窓生〜人は、三度、恋をする〜 最終話（2014年、TBS）
- 浅見光彦〜最終章〜 遠野編（2009年、TBS）
- 夏の恋は虹色に輝く 第9話（2010年、フジテレビ）
- ダーティ・ママ! 第5話（2012年、日本テレビ）
- 弱虫ペダル２第７話

### 吹き替え

#### 映画（吹き替え）
- ヴァレリアン 千の惑星の救世主（観光の女4[2]）
- 黄金のアデーレ 名画の帰還（パム・シェーンベルク〈ケイティ・ホームズ〉）
- バチェロレッテ あの子が結婚するなんて!
- パトリオット・デイ
- ファンタスティック・ビーストとダンブルドアの秘密[3]
- ファントム・スレッド（バーバラ〈ハリエット・サンサム・ハリス〉）
- マッドマックス:フュリオサ（ミスター・ノートン〈エルサ・パタキー〉[4]）
- マリー・アントワネットに別れをつげて
- 41歳の童貞男

#### ドラマ
- Away -遠く離れて-
- iCarly
- アウトランダー（マーガレット）
- エレメンタリー ホームズ&ワトソン in NY
- glee/グリー（ドティ・カザトリ）
- サイテー!ハイスクール
- サム・アセンブリー ティーンエイジャーCEO（ジェニーヴァ）
- シェイムレス 俺たちに恥はない
- ジュリーのへや（ペリ）
- ダーク・マテリアルズ/黄金の羅針盤（ロジャー〈ルウィン・ロイド〉）※U-NEXT版
- 超能力ファミリー サンダーマン
- HAWAII FIVE-0
- BULL / ブル 法廷を操る男
- ヤング・シェルドン（ビリー・スパークス）
- レモニー・スニケットの世にも不幸なできごと

#### アニメ
- ちびっこマダガスカル（メルマン[5]）
- ねこのガーフィールド[6]
- バッグス! ルーニー・テューンズ・プロダクション
- ヒックとドラゴン
- モンスター・ホテル ザ・シリーズ
- ロン 僕のポンコツ・ボット（サバンナのBボット）

### テレビアニメ
- ノブナガ・ザ・フール（2014年、子供）
- 機動戦士ガンダム サンダーボルト（2017年、マリー艇長）
- どろろ（2019年、少女）
- 平家物語（2022年、女御1）
- 天国大魔境（2023年、病院のボランティア）
- ダンダダン（2025年、鬼頭呪ん子[7]）
- カラオケ行こ!（2025年、木村先生[8]）

### 劇場アニメ
- 夜明け告げるルーのうた（2017年、母親）
- 犬王（2022年）
- 雨を告げる漂流団地（2022年、担任）
- 好きでも嫌いなあまのじゃく（2024年、双子母）

### ラジオドラマ
- 聞こえの彼方

### ラジオ番組
- おはようフチューズ（2019年 - 、ラジオフチューズ）
- ひるどきフチューズ！あんりとゆかいな仲間たち（2019年 - 、ラジオフチューズ）